# Cratere Buch

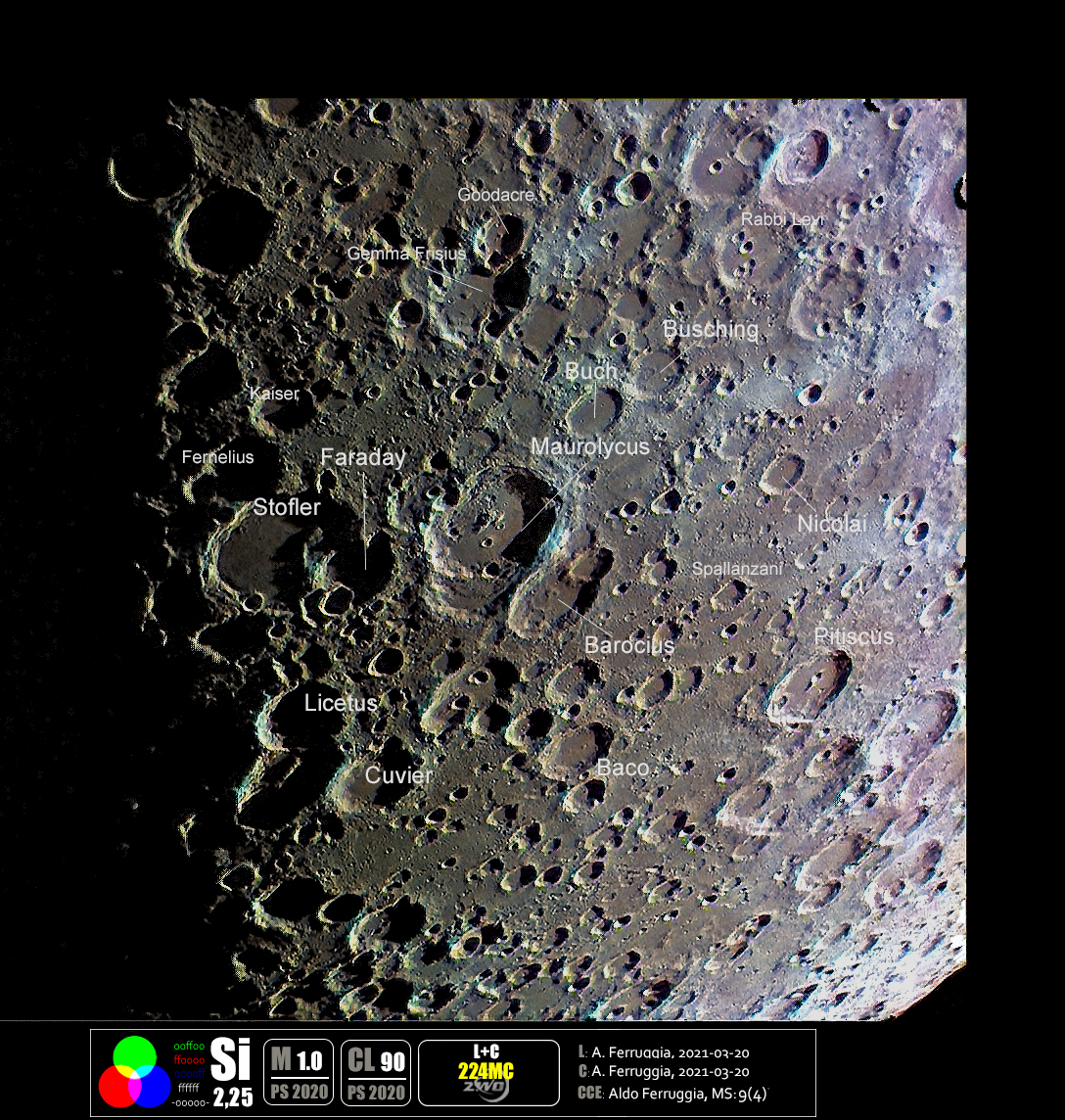
Immagine selenocromatica dell'area del cratere

Buch è un cratere lunare di 51,31 km situato nella parte sud-orientale della faccia visibile della Luna.
Il cratere è dedicato al geologo tedesco Christian Leopold von Buch.

## Crateri correlati
Alcuni crateri minori situati in prossimità di Buch sono convenzionalmente identificati, sulle mappe lunari, attraverso una lettera associata al nome.
| Buch | Coordinate            | Diametro (in km) |
| ---- | --------------------- | ---------------- |
| A    | 41°03′36″S 17°34′48″E | 18,47            |
| B    | 37°53′24″S 16°57′00″E | 6,27             |
| C    | 37°28′12″S 17°15′00″E | 27,38            |
| D    | 39°40′48″S 16°28′48″E | 6,9              |
| E    | 38°58′48″S 16°30′00″E | 8,31             |